# Georg de Hohenberg
 (juillet 2019).
Si vous disposez d'ouvrages ou d'articles de référence ou si vous connaissez des sites web de qualité traitant du thème abordé ici, merci de compléter l'article en donnant les références utiles à sa vérifiabilité et en les liant à la section « Notes et références ».
Georges de Hohenberg, duc et prince de Hohenberg (né le 25 avril 1929 à Artstetten et mort le 24 juillet 2019,) est un diplomate autrichien. 

## Biographie
Georg de Hohenberg est le petit-fils de l'archiduc-héritier François-Ferdinand d'Autriche et de la comtesse Sophie Chotek assassinés à Sarajevo le 28 juin 1914.
Il est le fils cadet du duc Maximilien de Hohenberg et de la comtesse Élisabeth de Walburg de Wolfegg et Waldsee. 
Le duc et prince de Hohenberg est devenu l'aîné de la maison de Habsbourg-Lorraine en 1977. Néanmoins sa branche, bien qu'aînée, est considérée comme morganatique du point de vue autrichien, et le titre de duc de Lorraine est porté par l'archiduc Charles de Habsbourg-Lorraine (né en 1961), petit-fils du dernier empereur d'Autriche Charles Ier. Cependant, le morganatisme étant un concept étranger aux duchés de Lorraine et de Bar, les titres de duc de Lorraine et de duc de Bar pourraient être revendiqués par le duc de Hohenberg. Cependant, plus personne ne peut plus porter ces titres, ni chez les Habsbourg-Lorraine ni ailleurs, depuis que l'avant-dernier duc, François de Lorraine, devint empereur romain germanique en épousant Marie-Thérèse de Habsbourg, roi de Bohême et de Hongrie, et qu'il accepta que le dernier duc, après lui, soit le beau-père de Louis XV, l'ancien roi de Pologne Stanislas Leszczynski.

### Famille
En 1960, le prince Georg de Hohenberg (3ème duc de Hohenberg en 1977) épouse la princesse Éléonore von Auersperg-Breunner (1928-2021).
Trois enfants sont issus de cette union :
- Nicolas de Hohenberg (né en 1961), 4ème duc de Hohenberg (en 2019), qui épouse en 1989 la comtesse Marie-Élisabeth von Westphalen zu Fürstenberg (née en 1963), d'où :
  - Charles Georges Ferdinand Johannes Baptiste Clément Marie (Francfort, 24 juin 1991), prince héréditaire de Hohenberg, qui épouse le 12 juin 2021 la baronne Maria Assunta von Loë (née en 1998)
  - Jeanne Marie Henriette Elisabeth Bonne Sophie Antonia (Meschede, 13 juin 1993), qui épouse le 2 octobre 2021 le comte Vincenz von Waldstein-Wartenberg
  - Thérèse Maria-Felicitas Marguerite Anne Bernadette Polycarpe (Francfort, 23 février 1996)
  - Sophie Marie Natalie Therese Edith Agnes (Blaricum, 20 avril 2000)
- Henriette de Hohenberg (née en 1962)
- Maximilien de Hohenberg (né en 1970), qui épouse en 2000 Emilia Oliva Cattaneo Vieti, d'où :
  - Nicolas Georges Cesar Paul Marie (Londres, 7 novembre 2001)
  - Luisa Eleonore Rita Anna Maria (Londres, 21 février 2004)
  - Léopold Tommaso Stanislaus Francesco Josef Maria (13 novembre 2006)